# Gouvernement de la Grèce
 (avril 2020).
Si vous disposez d'ouvrages ou d'articles de référence ou si vous connaissez des sites web de qualité traitant du thème abordé ici, merci de compléter l'article en donnant les références utiles à sa vérifiabilité et en les liant à la section « Notes et références ».
Le gouvernement de la Grèce (en grec moderne : Κυβέρνηση της Ελλάδας), officiellement le gouvernement de la République hellénique (en grec moderne : Κυβέρνηση της Ελληνικής Δημοκρατίας), est l'institution exerçant le pouvoir exécutif et réglementaire en Grèce. Conformément à la Constitution de 1975, il définit la politique générale de l'État. 
La Grèce étant une république parlementaire, le gouvernement est l'organe suprême du pouvoir exécutif, puisque le président de la République n'exerce qu'un rôle de représentation. Il est dirigé par le Premier ministre, nommé par le chef de l'État, et composé de ministres.
Le gouvernement de Kyriákos Mitsotákis est le gouvernement grec depuis juin 2023.

## Formation
Conformément à l'article 37 de la Constitution de 1975, le président de la République « nomme le Premier ministre et, sur proposition de ce dernier, nomme et révoque les autres membres du gouvernement ».
Par défaut, le chef de l'État doit nommer le chef du parti disposant de la majorité absolue des sièges au Parlement. Si aucun parti ne détient cette majorité, il confie un mandat exploratoire au chef du parti disposant du plus grand nombre de sièges. Celui-ci dispose de trois jours pour former l'exécutif. Passé ce délai, le mandat revient au chef du parti disposant du deuxième groupe parlementaire, pour trois nouvelles journées. En cas d'échec, le mandat est confié au chef du parti qui a le troisième groupe parlementaire. Si un de ces partis n'a pas de chef ou que son chef n'est pas député, le mandat revient à la personnalité proposée par le groupe parlementaire du parti concerné.
Si aucun gouvernement n'est formé au bout de neuf jours, le président convoque les chefs de tous les partis et cherche à former un cabinet représentant l'ensemble de leurs formations. S'il n'y parvient pas, il charge le président de la Cour de cassation, du Conseil d'État ou de la Cour des comptes de constituer un gouvernement de transition, afin de procéder à des élections législatives anticipées.

## Composition

### Membres
Le conseil des ministres est composé du Premier ministre, d'un ou plusieurs vice-Premier ministre et des ministres. Au sens large, il compte également des ministres alternatifs, des vice-ministres et des secrétaires d'État. Les sous-ministres ne sont pas membres du Conseil des ministres (article 1er, paragraphe 2, du code gouvernemental, décret présidentiel 63/2005), mais peuvent être invités à ses réunions sans droit de vote.

### Ministères
| Titre                                                    | En grec                                         |
| -------------------------------------------------------- | ----------------------------------------------- |
| Ministère des Finances                                   | Υπουργείο Οικονομικών                           |
| Ministère du Développement                               | Υπουργείο Ανάπτυξης                             |
| Ministère des Affaires étrangères                        | Υπουργείο Εξωτερικών                            |
| Ministère de la Protection du citoyen                    | Υπουργείο Προστασίας του Πολίτη                 |
| Ministère de la Défense nationale                        | Υπουργείο Εθνικής Άμυνας                        |
| Ministère de l'Éducation, des Religions et des Sports    | Υπουργείο Παιδείας, Θρησκευμάτων και Αθλητισμού |
| Ministère du Travail et de la Sécurité sociale           | Υπουργείο Εργασίας και Κοινωνικής Ασφάλισης     |
| Ministère de la Santé                                    | Υπουργείο Υγείας                                |
| Ministère de l'Environnement et de l'Énergie (en)        | Υπουργείο Περιβάλλοντος και Ενέργειας           |
| Ministère de la Culture                                  | Υπουργείο Πολιτισμού                            |
| Ministère de la Justice                                  | Υπουργείο Δικαιοσύνης                           |
| Ministère de l'Intérieur                                 | Υπουργείο Εσωτερικών                            |
| Ministère des Infrastructures et des Transports (en)     | Υπουργείο Υποδομών και Μεταφορών                |
| Ministère de la Marine et de la Politique insulaire (en) | Υπουργείο Ναυτιλίας και Νησιωτικής Πολιτικής    |
| Ministère du Développement rural et de l'Alimentation    | Υπουργείο Αγροτικής Ανάπτυξης και Τροφίμων      |
| Ministère du Tourisme (en)                               | Υπουργείο Τουρισμού                             |

## Liste
| Gouvernement                       | Premier ministre | Premier ministre               | Partis                | Dates       |
| ---------------------------------- | ---------------- | ------------------------------ | --------------------- | ----------- |
| Dictature des colonels             |                  |                                |                       |             |
| Markezínis                         |                  | Spíros Markezínis              | Aucun                 | 1973        |
| Androutsópoulos                    |                  | Adamántios Androutsópoulos     | Aucun                 | 1973-1974   |
| Metapolítefsi puis IIIe République |                  |                                |                       |             |
| Unité nationale                    |                  | Konstantínos Karamanlís        | ERE, EK               | 1974        |
| Konstantínos Karamanlís VI         |                  | Konstantínos Karamanlís        | ND                    | 1974-1977   |
| Konstantínos Karamanlís VII        |                  | Konstantínos Karamanlís        | ND                    | 1977-1980   |
| Rállis                             |                  | Geórgios Rállis                | ND                    | 1980-1981   |
| Andréas Papandréou I               |                  | Andréas Papandréou             | PASOK                 | 1981-1985   |
| Andréas Papandréou II              |                  | Andréas Papandréou             | PASOK                 | 1985-1989   |
| Tzannetákis                        |                  | Tzannís Tzannetákis            | ND, SYN               | 1989        |
| Grívas                             |                  | Ioánnis Grívas                 | Aucun (transition)    | 1989        |
| Zolótas                            |                  | Xenophón Zolótas               | ND, PASOK, SYN        | 1989-1990   |
| Konstantínos Mitsotákis            |                  | Konstantínos Mitsotákis        | ND                    | 1990-1993   |
| Andréas Papandréou III             |                  | Andréas Papandréou             | PASOK                 | 1993-1996   |
| Simítis I                          |                  | Konstantínos Simítis           | PASOK                 | 1996        |
| Simítis II                         |                  | Konstantínos Simítis           | PASOK                 | 1996-2000   |
| Simítis III                        |                  | Konstantínos Simítis           | PASOK                 | 2000-2004   |
| Kóstas Karamanlís I                |                  | Kóstas Karamanlís              | ND                    | 2004-2007   |
| Kóstas Karamanlís II               |                  | Kóstas Karamanlís              | ND                    | 2007-2009   |
| Giórgos Papandréou                 |                  | Giórgos Papandréou             | PASOK                 | 2009-2011   |
| Papadímos                          |                  | Loukás Papadímos               | ND, PASOK, LAOS       | 2011-2012   |
| Pikramménos                        |                  | Panagiótis Pikramménos         | Aucun (transition)    | 2012        |
| Samarás                            |                  | Antónis Samarás                | ND / ND, PASOK        | 2012-2015   |
| Tsípras I                          |                  | Aléxis Tsípras                 | SYRIZA, ANEL          | 2015        |
| Thánou                             |                  | Vassilikí Thánou-Christophílou | Aucun (transition)    | 2015        |
| Tsípras II                         |                  | Aléxis Tsípras                 | SYRIZA, ANEL / SYRIZA | 2015-2019   |
| K. Mitsotákis I                    |                  | Kyriákos Mitsotákis            | ND                    | 2019-2023   |
| Sarmás                             |                  | Ioánnis Sarmás                 | Aucun (transition)    | 2023        |
| K. Mitsotákis II                   |                  | Kyriákos Mitsotákis            | ND                    | Depuis 2023 |

## Gouvernement actuel
| Poste                                                      | Titulaire | Titulaire                                                               | Parti |
| ---------------------------------------------------------- | --------- | ----------------------------------------------------------------------- | ----- |
| Premier ministre                                           |           | Kyriákos Mitsotákis                                                     | ND    |
| Ministre de l'Économie nationale et des Finances           |           | Kostís Hadjidákis                                                       | ND    |
| Ministre des Affaires étrangères                           |           | Giórgos Gerapetrítis                                                    | ND    |
| Ministre de la Défense nationale                           |           | Níkos Déndias                                                           | ND    |
| Ministre de l'Intérieur                                    |           | Níki Keraméos                                                           | ND    |
| Ministre de l'Éducation, des Religions et des Sports       |           | Kyriákos Pierrakákis                                                    | ND    |
| Ministre de la Santé                                       |           | Michális Chryssohoïdis (jusqu'au 04/01/2024) Spyrídon-Ádonis Georgiádis | ND    |
| Ministre des Infrastructures et des Transports             |           | Chrístos Staïkoúras                                                     | ND    |
| Ministre de l'Environnement et de l'Énergie                |           | Théodoros Skilakákis                                                    | ND    |
| Ministre du Développement                                  |           | Kóstas Skrékas                                                          | ND    |
| Ministre du Travail et de la Sécurité sociale              |           | Spyrídon-Ádonis Georgiádis (jusqu'au 04/01/2024) Dómna Michailídou      | ND    |
| Ministre de la Protection du citoyen                       |           | Panagiótis Mitarákis (jusqu'au 04/01/2024) Michális Chryssohoïdis       | ND    |
| Ministre de la Justice                                     |           | Giórgos Florídis                                                        | Ind.  |
| Ministre de la Culture                                     |           | Lína Mendóni                                                            | Ind.  |
| Ministre de l'Immigration et de l'Asile                    |           | Dimítris Kairídes                                                       | ND    |
| Ministre de la Cohésion sociale et de la Famille           |           | Sofía Zaharáki                                                          | ND    |
| Ministre du Développement rural et de l'Alimentation       |           | Elefthérios Avyenákis                                                   | ND    |
| Ministre de la Marine et de la Politique insulaire         |           | Ólga Kefaloyánni                                                        | ND    |
| Ministre du Tourisme                                       |           | Miltiádis Varvitsiótis                                                  | ND    |
| Ministre de la Gouvernance numérique                       |           | Dimítris Papastergíou                                                   | Ind.  |
| Ministre de la Crise climatique et de la Protection civile |           | Vassílios Kikílias                                                      | ND    |
| Ministre d'État                                            |           | Mavroudís Vorídis                                                       | ND    |
| Ministre d'État                                            |           | Stavros Papastavrou                                                     | ND    |
| Ministre d'État                                            |           | Ákis Skértsos                                                           | ND    |